# Sangre fría

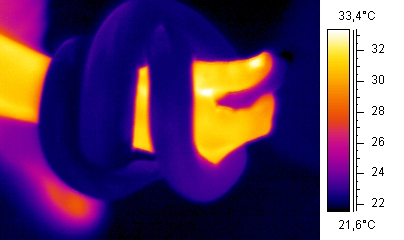
Termograma de una serpiente sostenida por un hombre. La diferencia de temperatura entre la serpiente (ectotermo) y el hombre (endotermo) es evidente.

Coloquialmente se usa el término «sangre fría» para describir organismos que mantienen la temperatura de sus cuerpos de manera distinta a los mamíferos y las aves. El término es ahora arcaico en el contexto científico. Se supuso inicialmente que los animales de sangre fría (llamados poiquilotermos) eran incapaces en absoluto de mantener la temperatura de sus cuerpos, que eran «esclavos» de su ambiente y que cualquiera que fuera la temperatura del ambiente, era la misma temperatura de sus cuerpos.
Desde entonces, avances en el estudio de cómo las criaturas mantienen su temperatura interior («termofisiología»), han demostrado que muchas de las nociones preconcebidas sobre el significado de «sangre fría» y «sangre caliente» estaban lejos de la realidad. Hoy en día se sabe que los tipos de temperatura del cuerpo no son tan simples como para usar sólo dos categorías. La mayor parte de las criaturas se pueden clasificar mejor con una graduación entre «sangre fría» a un extremo y «sangre caliente» al otro. Debido a esto, se prefiere evitar usar ambos términos y se han remplazado generalmente con una o más de sus variantes (véase: Descomponiendo «de sangre fría»)

## Descomponiendo «de sangre fría»
«De sangre fría» generalmente se refiere a tres áreas separadas de termorregulación:
1. Ectotermia
2. Poiquilotermia
3. Bradimetabolismo

- Ectotermia– se refiere a criaturas que controlan la temperatura corporal por medios exteriores (del griego ecto – exterior y thermo – calor)
- Poiquilotermia – se refiere a criaturas cuya temperatura interior varía, frecuentemente siendo igual a la temperatura del entorno inmediato (del griego poikilos, variado, y thermo – calor)
- Bradimetabolismo – Se refiere al metabolismo de reposo de una criatura. Si dicha criatura tiene un metabolismo de reposo bajo, se considera bradimetabólica (del griego bradys, lentitud, y metabolé, cambio). Los animales bradimetabólicos frecuentemente pueden cambiar dramáticamente la velocidad del metabolismo, de acuerdo a la disponibilidad de alimento y la temperatura. Muchas criaturas bradimetabólicas en desiertos y áreas de duros inviernos pueden «apagar» su metabolismo y permanecer casi muertos hasta que retornen las condiciones favorables.
  - Nota: Es importante recordar que un animal bradimetabólico tiene un metabolismo bajo de reposo solamente. Su metabolismo en actividad es frecuentemente muchas veces más alto, de modo que una criatura bradimetabólica no debe ser considerada lenta.

En realidad, pocas criaturas caen en las tres categorías anteriores. La mayor parte de los animales usan una combinación de estos tres aspectos de termofisiología, junto con sus contrapartes (endotermia, homotermia y taquimetabolismo), creando una amplia gama de tipos de temperaturas del cuerpo. La mayor parte del tiempo, criaturas que usan uno de los aspectos previamente definidos, se encuadran en el término: «de sangre fría». Los fisiólogos han inventado también el término heterotermia para criaturas que exhiben un único caso de poiquilotermia.

## Tipos de control de temperatura
Entre ejemplos de control de temperatura tenemos:
- Víboras y lagartijas que toman el sol en las rocas.
- Peces que cambian de profundidad dentro del agua para encontrar una temperatura adecuada.
- Animales del desierto que se entierran bajo la arena durante el día.
- Insectos que calientan sus músculos de vuelo haciéndolos vibrar en su lugar.
- Dilatar o constreñir vasos sanguíneos periféricos para adaptarse más o menos rápidamente a la temperatura ambiente.

Muchos animales homotérmicos, de sangre caliente, también usan estas técnicas en ocasiones. Por ejemplo, todos los animales están en peligro de morir congelados en un declive de temperatura drástico; en el caso de los animales homotérmicos, la mayoría pueden tiritar. Reacción automática del organismo para sobrevivir en su ambiente.
Los poiquilotermos tienen a menudo órganos más complejos que los homotermos. Para una reacción química importante, los poiquilotermos pueden tener de cuatro a diez sistemas de enzimas que operan a distintas temperaturas. Como resultado, los poiquilotermos suelen tener genomas más grandes y complejos que los homotermos en el mismo nicho ecológico. Los sapos son un ejemplo notable de este efecto.
Por ser tan variable su metabolismo, es difícil que los poiquilotermos tengan órganos complejos y que consuman mucha energía, como cerebros o alas. Algunas de las más complejas adaptaciones conocidas incluyen poiquilotermos con este tipo de órganos. Un ejemplo es el músculo de natación del atún, que es calentado por un intercambiador de calor. En general, los animales poiquilotérmicos no usan su metabolismo para calentarse o enfriarse a sí mismos. Para un mismo peso corporal, los poiquilotermos necesitan 1/3 a 1/10 de la energía de un homotermo, por lo que comen de 1/3 a 1/10 de la comida que un animal homotérmico necesita.
Algunos poiquilotermos de grandes dimensiones, en atención a una gran razón de volumen/superficie, pueden mantener temperaturas elevadas y tasas de metabolismo altas. Este fenómeno, conocido como gigantotermia, se ha observado en tortugas de mar y el gran tiburón blanco y estaba presente con mucha certeza en muchos dinosaurios e ictiosaurios.

## Nichos ecológicos
Es comparativamente fácil para un poiquilotermo acumular suficiente energía para reproducirse. Los poiquilotermos en el mismo nicho ecológico tienen a menudo generaciones mucho más cortas que los homotermos: semanas en vez de años.
Esta diferencia de energía también significa que un determinado nicho de una ecología puede dar abasto a un número de tres a diez veces mayor de poiquilotermos que de homotermos. Sin embargo, dado un nicho ecológico, los homotermos a menudo acaban extinguiendo a sus competidores poiquilotermicos porque los homotermos pueden recolectar comida una mayor proporción del día.
Los poiquilotermos triunfan en algunos nichos, como islas o bioregiones en particular (como por ejemplo pequeñas bioregiones de la cuenca del Amazonas). Estas a menudo no tienen suficiente alimento para mantener  una población viable de animales homotérmicos. En estos nichos, poiquilotermos como grandes lagartos, cangrejos y sapos suplantan a homotermos como pájaros y mamíferos.